# Сън Майкросистъмс
„Сън Майкросистъмс“ (на английски: Sun Microsystems) е бивша голяма компания от Съединените американски щати, със седалище в Санта Клара, щата Калифорния.
Създадена е през 1982 г. Работи в областта на информационните технологии. Функционира до 21 януари 2010 г. През 2009 година е закупена от Oracle.

## Продукти
Най-известните продукти на Sun Microsystems са следните:
- Java – език за програмиране, съвместим с множество компютърни платформи
- MySQL – релационната база от данни с отворен код
- StarOffice – офис пакет
- OpenOffice.org – офис пакет с отворен код, базиран на StarOffice
- Solaris – Unix-базирана операционна система
- OpenSolaris – операционна система с отворен код, базирана на Solaris